# Suhl
Suhl – miasto na prawach powiatu w Niemczech, w kraju związkowym Turyngia, w dolinie Lasu Turyńskiego, liczy 36 955 mieszkańców (31 grudnia 2018), posiada 450-letnią historię.
1 stycznia 2019 do miasta przyłączono gminy Schmiedefeld am Rennsteig oraz Gehlberg, które stały się jego dzielnicami.

## Historia

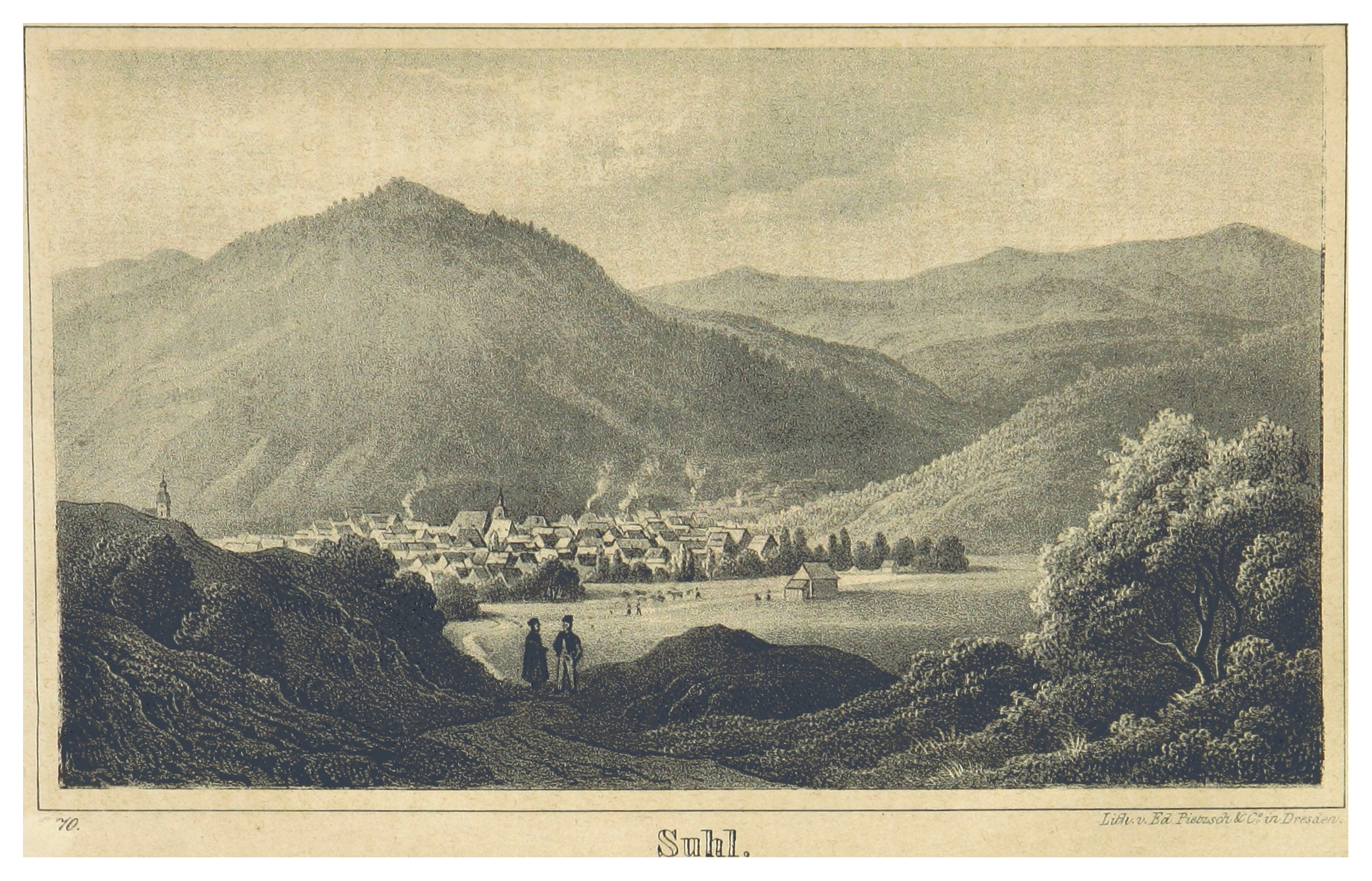
Suhl w XIX w.

Suhl otrzymało prawa miejskie w 1527. W 1583 zostało częścią Elektoratu Saksonii. W 1590 miał miejsce pierwszy wielki pożar miasta, a w 1634 miasto zostało zniszczone wskutek działań wojny trzydziestoletniej. W latach 1657–1718 przynależało do księstwa Saksonii-Zeitz. W czasie III wojny północnej w 1702 na polecenie Augusta II Mocnego do miasta wkroczyły wojska saskie i skonfiskowały kilkaset sztuk broni palnej, która miała być sprzedana wrogiej Szwecji. Po wygaśnięciu linii książąt na Zeitz, Suhl w latach 1718–1763 znajdowało się we władaniu elektorów saskich i zarazem królów Polski Augusta II i Augusta III. Z tego okresu pochodzą dwie główne świątynie miasta: kościół św. Krzyża i kościół Mariacki (kościół św. Krzyża nawet zdobi godło Polski). W 1753 miał miejsce kolejny pożar miasta.
Od 1806 część Królestwa Saksonii, a od 1815 eksklawa Prus, wraz z którymi w 1871 znalazło się w granicach Niemiec. W połowie XIX w. żydowscy bracia Simson założyli w Suhl fabrykę broni palnej, a u schyłku XIX w. firma zaczęła produkować motocykle. W 1882 miasto uzyskało połączenie kolejowe. W 1936 do miasta przyłączono miejscowość Heinrichs, a w 1938 Goldlauter.
U schyłku II wojny światowej 3 kwietnia 1945 do miasta wkroczyły wojska amerykańskie, a 1 lipca miasto znalazło się w radzieckiej strefie okupacyjnej.

## Zabytki
- Kościół św. Krzyża z lat 1731–1739, z fasadą ozdobioną kartuszem z połączonym herbem Polski, Wettynów i hrabstwa Henneberg[2], barokowy
- Kościół Mariacki z lat 1757–1761, rokokowy[3]
- Kaplica św. Krzyża, gotycka
- Dom Słodowy z 1663 r., współcześnie siedziba Muzeum Broni
- Czerwony Ratusz z pocz. XX w., neobarokowy
- Kościół św. Ulryka z lat 1452–1503 w dzielnicy Heinrichs
- Ratusz z 1657 r. w Heinrichs
- Domy z XVII w. w Heinrichs
- Gmach poczty z 1887 r.
- Willa Simsonów(inne języki) z l. 1911–12 – willa żydowskiej rodziny fabrykanckiej Simsonów
- Cmentarz żydowski(inne języki), sięgający XIX w.

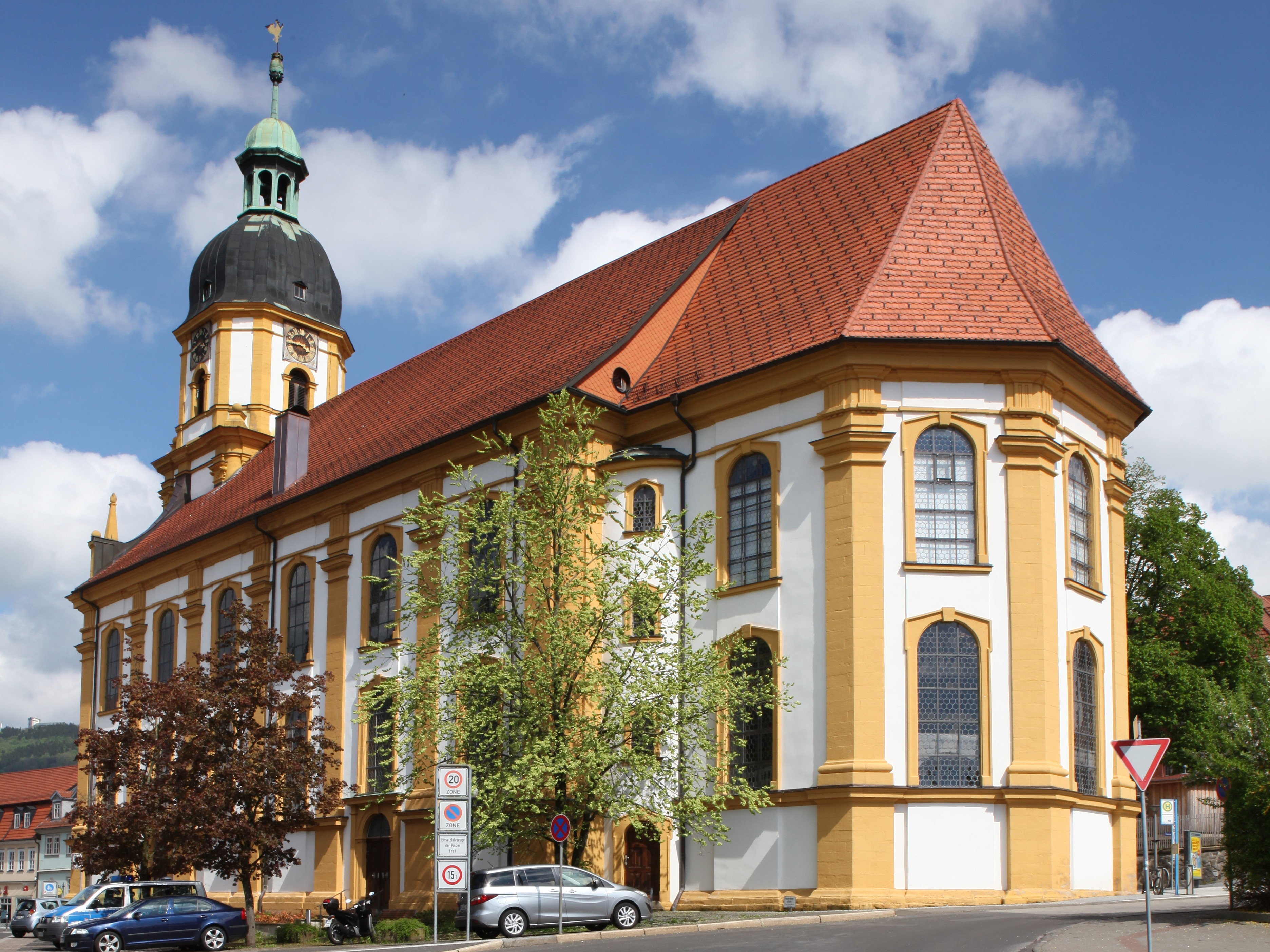
Kościół św. Krzyża
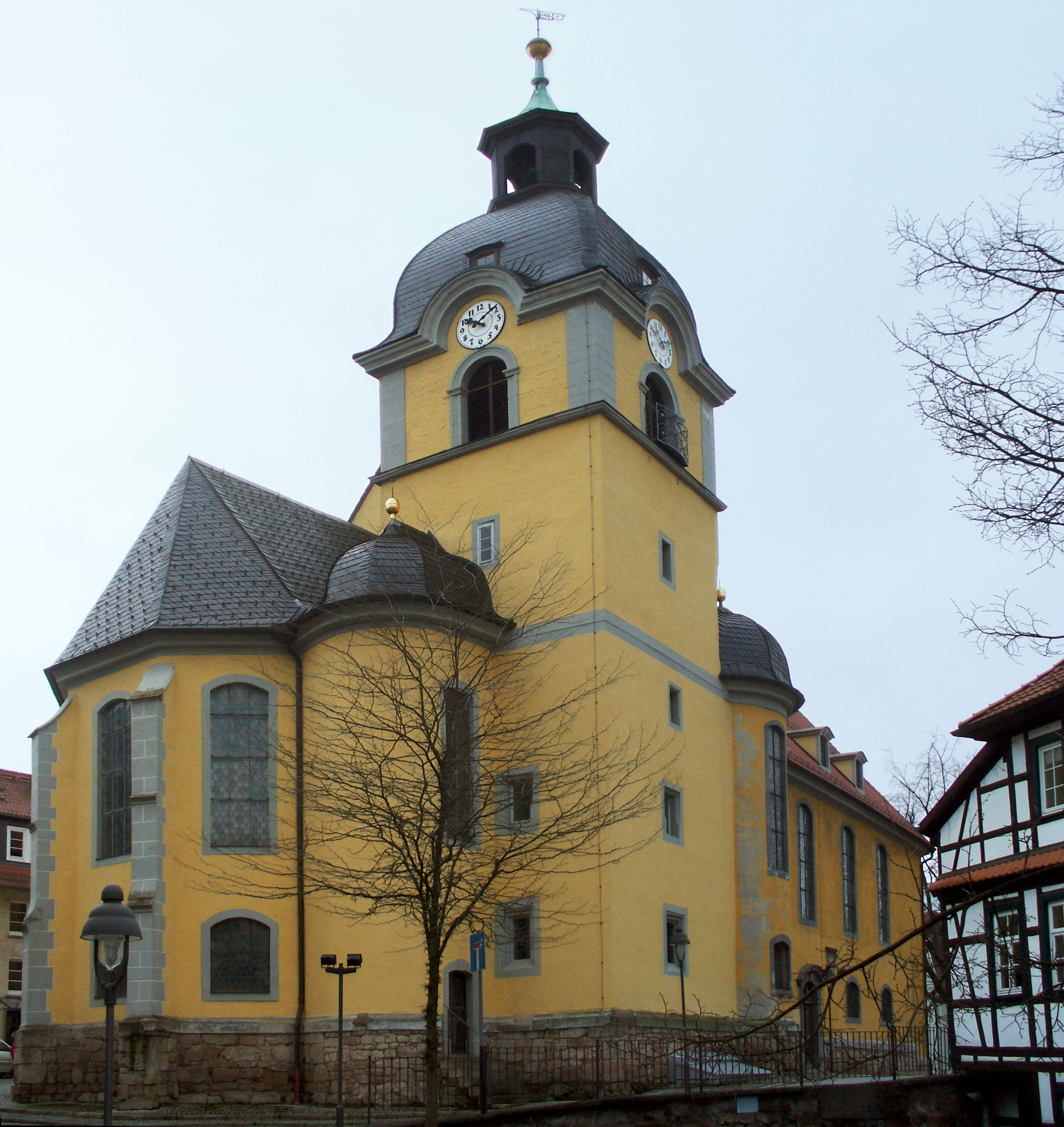
Kościół Mariacki
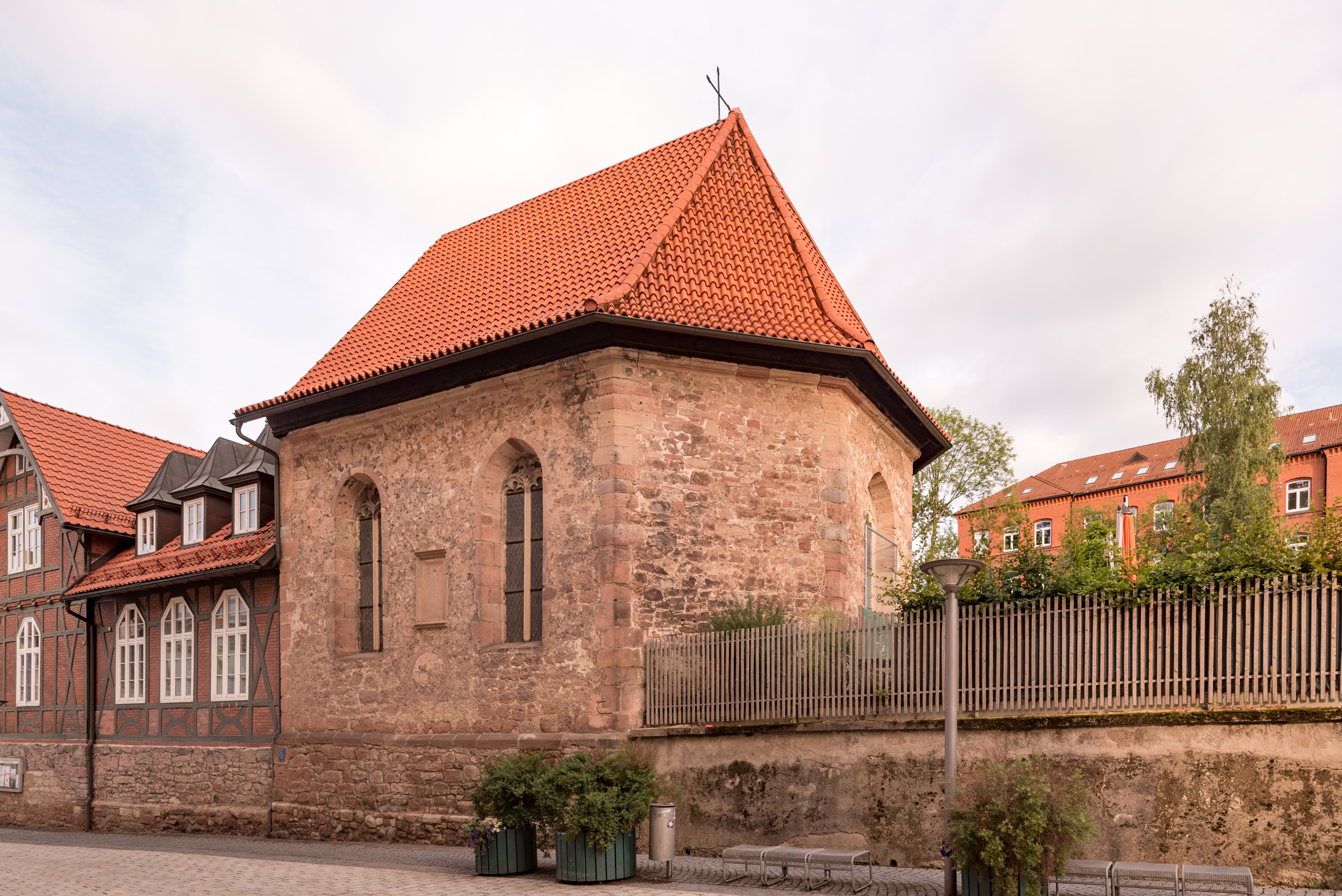
Kaplica św. Krzyża
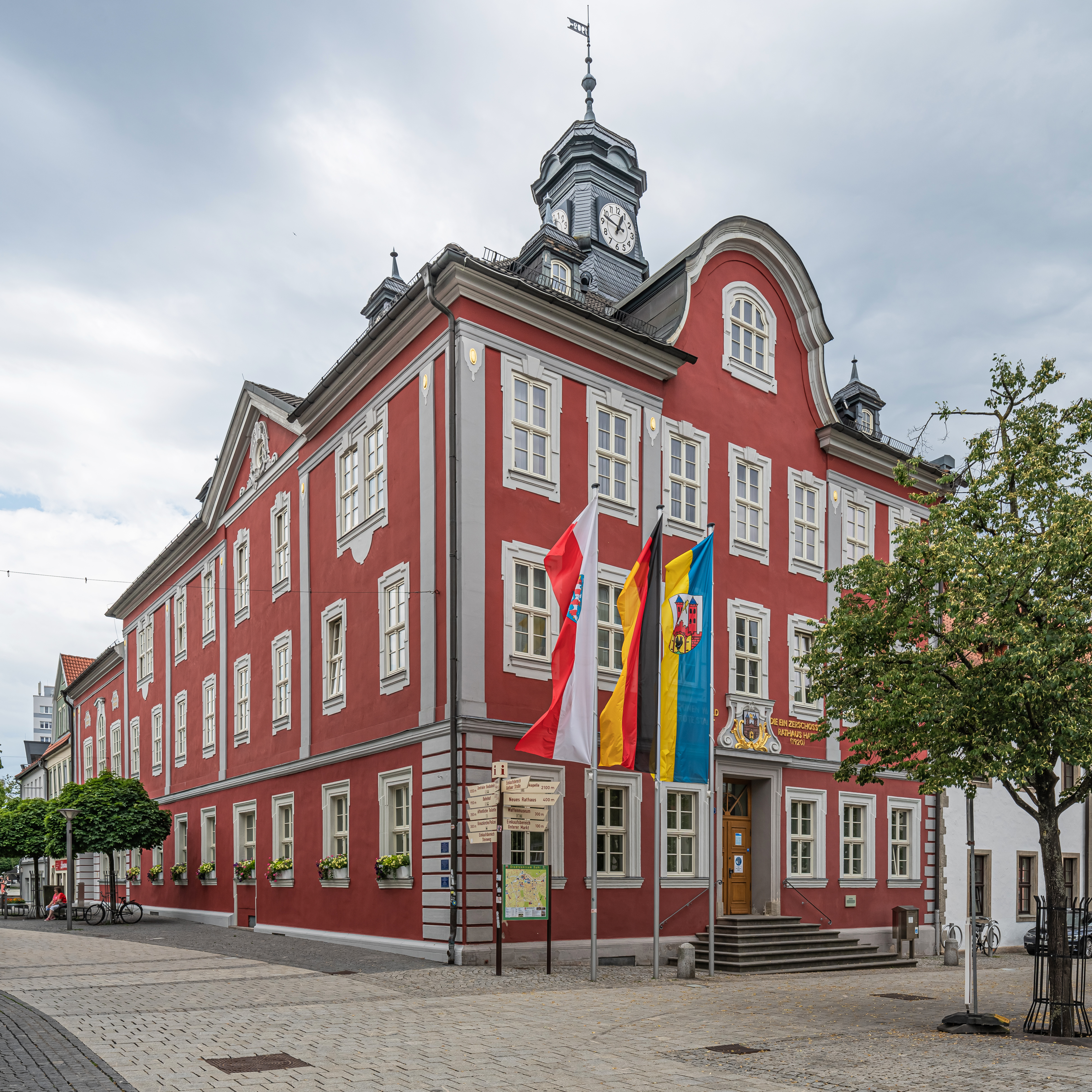
Czerwony Ratusz
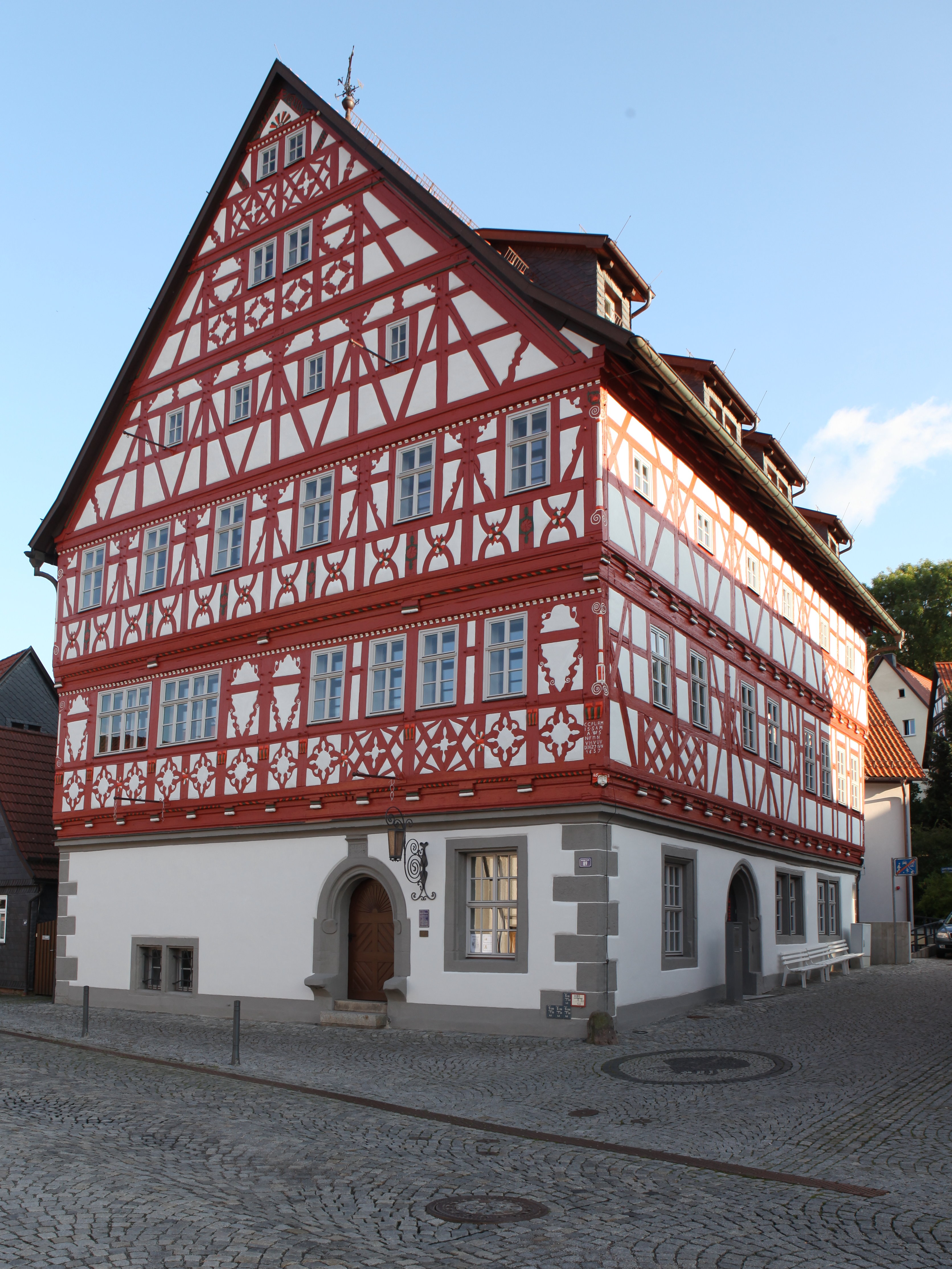
Ratusz w Heinrichs

## Demografia
Zmiany populacji miasta od 1525 do 2016 roku:

Najwyższą populację miasto osiągnęło w 1988, liczyło wówczas 56 345 mieszkańców.
| Rok  | Ogółem | Mężczyźni | Kobiety |
| ---- | ------ | --------- | ------- |
| 2000 | 48 025 | 23 558    | 24 467  |
| 2010 | 38 776 | 19 115    | 19 661  |
| 2020 | 36 395 | 17 887    | 18 508  |

Źródło:

## Gospodarka
Region Suhl-Zella-Mehlis jest centrum gospodarczym i handlowym południowej Turyngii. Mają tu swoją siedzibę Izba Przemysłowo-Handlowa Południowej Turyngii (IHK) i Izba Rzemieślnicza Południowej Turyngii (HK).
Izba Przemysłowo-Handlowa Południowej Turyngii (IHK) angażuje się jako rzecznik gospodarczy regionu naprzeciw polityce, zarządzaniu, nauce, którego celem jest dokonywanie wspólnych gospodarczych interesów na terenie działalności izby. W obrębie Izby Przemysłowo- Handlowej Południowej Turyngii pracuje 7000 sklepów detalicznych i więcej niż 1100 dużych przedsiębiorstw handlowych.
Przemysł kształtuje rozwój gospodarczy w Południowej Turyngii. W porównaniu do wszystkich krajów związkowych Turyngia leży na zajmującym szczeblu przemysłowym i ze wszystkich nowych krajów związkowych przed Hamburgiem i Szlezwikiem-Holsztynem.
W mieście rozwinął się przemysł precyzyjny, elektrotechniczny, maszynowy oraz zabawkarski.

## Kultura

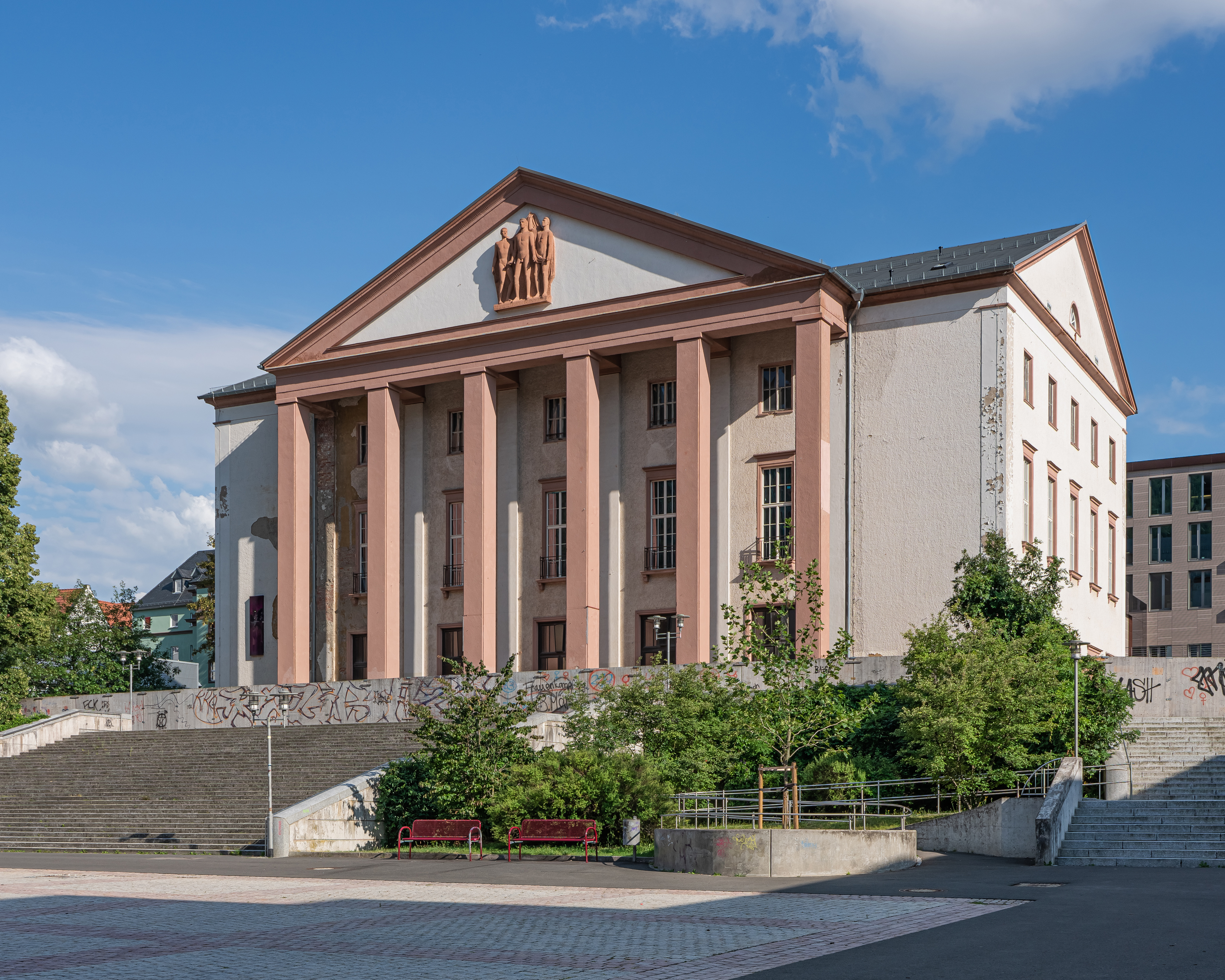
Filharmonia

- Turyńska Filharmonia Gotha (Thüringen Philharmonie Gotha) – filharmonia jest najważniejszym obiektem kultury w mieście. Jest siedzibą orkiestry i filharmonii. Włącza się w różnorodne wydarzenia kulturalne w mieście: przeglądy tańca, wystawy, teatr. Odbywa się tutaj też coroczny festiwal kabaretowy, który oferuje mieszkańcom i turystom rozrywkę.
- Congress Centrum Suhl (CCS) – wzbogaca kulturalną ofertę w mieście i południowej części Turyngii od swojego otwarcia w roku 1995 z bogatą paletą organizacyjną. Od koncertów rockowych, ludowych wieczorów przez klasyczną muzykę do najwyżej tytułowanych od Turyńskiej Filharmonii Gotha do show telewizyjnych.
- kino – nowe, z siedmioma salami, w centrum miasta.

## Turystyka

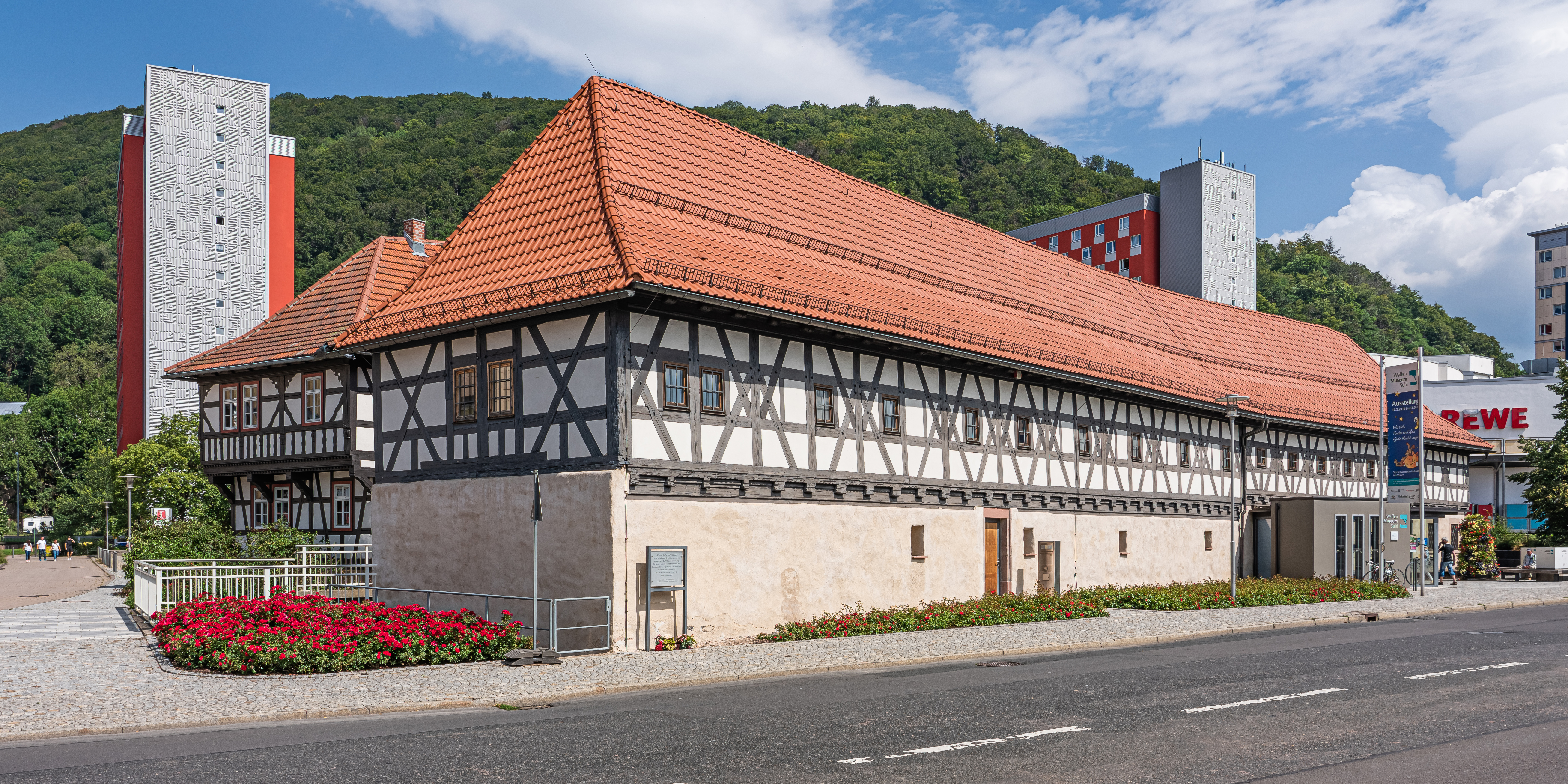
Muzeum Broni

- Muzeum Broni (Waffenmuseum Suhl) – specjalizowało się w dziedzinie strzelania z broni palnej. W 1971 odbyły się w mieście Europejskie Mistrzostwa w Strzelaniu z Broni, natomiast w 1986 roku odbyły się Mistrzostwa w Strzelaniu z Broni z udziałem Mistrzów Świata w tej dziedzinie. W powiązaniu z tym wydarzeniem zostało wydane szerokie rozporządzenie o rekonstrukcji i nadaniu kształtu nowej wystawie
- ogród zoologiczny – znajduje się w parku. Można podziwiać nie tylko zwierzęta domowe, ale również zwierzęta egzotyczne żyjące w ciepłych krajach np. niedźwiedzie

## Sport
- VfB 91 Suhl – klub piłki siatkowej kobiet

## Miasta partnerskie
- Bègles, Francja
- Czeskie Budziejowice, Czechy
- Kaluga, Rosja,
- Lahti, Finlandia
- Leszno, Polska
- Smolan, Bułgaria
- Würzburg, Bawaria